# Nordstadssvängen
Nordstadssvängen är ett årligt återkommande arrangemang för gammeldansare i Göteborg. Man dansar på Nordstadstorget och dansar svingen, mazurka, schottis, pariserpolka och hambo.  Alla som varit med får diplom, och vinnare får priser. Varje år deltar cirka 600 gammaldansare. Tävlingen är i Nordstan, och arrangör är Korpen Göteborg.

## Om Nordstadssvängen
Det hela startade 1986 med kända namn som Rock-Olga och Leif "Loket" Olsson. Första året deltog 104 danspar. Med tiden blev det ett av de största gammaldansevenemang i Sverige räknat efter deltagarantal.
Dansare har deltagit från Sverige, Norge, Danmark och Finland. Danspar kommer regelbundet med bussar från Grums/Karlstad och från Munkedal.
Även rullstolsdansare deltar i form av RBU Hjulben från Skövde.
Danser som förekommit är:
- Svingen
- Mazurka
- Tölösteppen - Lades till 2017
- Schottis
- Pariserpolka
- Hambo
- Familjevals - Lades till 2017 och plockades bort 2020
- Vals med den partner man kom till i familjevalsen - Lades till 2017

Från start dansades sex minuter av varje dans, men sedan 2017 sänktes detta till tre minuter i samband att antalet danser utökades.
Korpens målsättning med arrangemanget är att få människor att börja röra på sig, och upptäcka glädjen i att dansa. Tävlingen är ingen stildans, där domare skall sätta poäng. Alla kan vara med, oavsett hur bra man dansar. Alla som fullföljt danserna erhåller diplom, samt chans att vinna priser som lottas ut på startnumren. 
Evenemangets emblem är två dansande korpar som dansar vals. Detta är utformat av Lena Jörlid. Dessa finns förutom på diplom och programblad, även som pins till evenemangets dansare. På tidigt stadium tillverkade hon även uppsydda korpar i samma position som delades ut till någon av de deltagande föreningarna. Detta slutade delas ut 1991.

## Konferencierer
- Leif "Loket" Olsson (1986-1990)
- Lena Jörlid (1991)
- Leif "Loket" Olsson (1992-1993)
- Alice Rörberg (1994-2003)
- Gerhard Andersson (2004)
- Leif "Loket" Olsson (2005-2014)
- Maria Gyllenhammar (2015-2019)
- Per-Anders Sköld (2020-pågående)

## Orkestrar
- Hafvsbandet med Rock-Olga (1986-1990)
- Hafvsbandet (1991)
- Hafvsbandet med Rock-Olga (1992-1996)
- C-Laget (1997-2007)
- Trippix  (2008-)

## Uppvisningsgrupper
- Släpstegarna Kullavik (1986) - En barndansgrupp från Kullavik, ålder 7-10 år
- Götaälvdalsringen (1990) - En dansgrupp från Lilla Edet framförde dans vid ett vägskäl
- Ensemble 1700 (1991) - En barockensemble från Göteborg, som spelar musik från 1700-talet
- Mixtura-Dansarna (1992), (1995), (1997), (1998) och (1999) - en uppvisningsgrupp från Trollhättan
- Dansgruppen Hoppet (1995), 2001), (2002), (2003) och 2004) - En uppvisningsgrupp från Göteborg. Som gåva till Nordstadssvängen skänkte dansgruppen (1995) en dans, som fick namnet Nordstadssvingen till Nordstadssvängen i samband med 10-årsjubileet. Till denna dans hade Rock-Olga komponerat en speciell melodi.
- I samband med VM i Friidrott auktionerade Rock-Olga ut en T-shirt till förmån för fyra projekt i Guatemala, Bangladesh, Kenya och Afghanistan
- RBU Hjulben (1997), (2008) och (2012) - Rullstolsdansare från Skövde och Mariestad
- Bodatrollen (1998) - Barngrupp från Prässebo
- Malögadansarna tillsammans med Bodatrollen (1999)
- Dansföreningen Korkskruven (2004) - Dansgrupp från Ale
- Kultisgänget Lidköping (2005) - Dansgrupp från Lidköping, även arrangör av dansevenemanget Drejarschottisen
- Västkustdansarna (2006) sedan varje år och pågående - Uppvisningsgrupp från Göteborg
- Gammaldansföreningen Får ja lov (2010) - Dansklubb med både gammaldans och bugg på sin lista. Kommer från Hisings Backa
- Mälarhöjdens Dansgille (2013) och (2014) - Dansgrupp från Stockholm

## Kvällsdansen
- Dansgruppen Hoppet (1994-2004)
- Hindås Dansgille (1999)
- Friska Viljors Gammaldansförening (2005-2007)
- Dansföreningen Får ja lov, Västkustdansarna (2008)
- Västkustdansarna (2009-pågående)

## Sektionsträffsarrangörer
Vid dessa träffar presenterade sig föreningarna. Numera äger sektionsträffarna rum hos Korpen Göteborg varje gång.
- 1986 - Korpen Göteborg och Tobaksbolagets Gammaldansförening
- 1987 - Scan Väst Gammaldansförening, Korpen Göteborg och Arla Gammaldansförening
- 1988 - Televerkets Gammaldansförening, Korpen Göteborg och Postens IF
- 1989 - Renhållningsverkets Gammaldansförening, Korpen Göteborg och IDK Datakonsulter
- 1990 - Volvo IF, Korpen Göteborg och Mölnlycke IF
- 1991 - Televerkets Gammaldansförening, Korpen Göteborg
- 1992 - Scan Väst Gammaldansförening och Korpen Göteborg
- 1993 - Televerkets Gammaldansförening, Korpen Göteborg och SKF Gammaldansklubb
- 1994 - Korpen Göteborg, Schottis-Jiggarna och Västdansarna
- 1995 - Korpen Göteborg, Mölnlycke IF och Dansföreningen Viggen
- 1996 - Västra Frölunda Gammaldansförening, Schottis-Jiggarna
- 1997 - Dansföreningen Korkskruven, Korpen Göteborg och SKF Gammaldansklubb
- 1998 - Friska Viljors Gammaldansförening, Schottis-Jiggarna
- 1999 - Dansföreningen Korkskruven, Korpen Göteborg och Hindås Dansgille
- 2000 - SKF Gammaldansklubb, Korpen Göteborg och Schottis-Jiggarna
- 2001 - Friska Viljors Gammaldansförening, Schottis-Jiggarna och SKF Gammaldansklubb
- 2002 - Kvartersklubben Iskällareliden och Schottis-Jiggarna
- 2003 - SKF Gammaldansklubb och Dansföreningen Viggen
- 2004 - Friska Viljors Gammaldansförening, Dansföreningen Korkskruven, SKF Gammaldansklubb, Gammaldansföreningen Får ja lov och SKF Gammaldansklubb
- 2005 - IK Zenith, Friska Viljors Gammaldansförening och Västra Frölunda Gammaldansförening
- 2006 - IK Zenith, Friska Viljors Gammaldansförening, Korpen Göteborg och SKF Gammaldansklubb